# Paula Hernández
Paula Hernández (Buenos Aires, 16 de octubre de 1969) es una actriz, directora y guionista argentina.

## Filmografía

### Directora
- El viento que arrasa (2023)
- Las siamesas (2020)
- Los sonámbulos (2019)
- Doce clavos (2017)(cortometraje)
- Un amor (2011)
- Malasangre (2010)
- Lluvia (2008)
- Familia Lugones (2007)
- Eva (2003) (cortometraje)
- Herencia (2002)
- Kilómetro 22 (1995) (cortometraje)
- Rojo (1992) (cortometraje)

### Guionista
- El viento que arrasa (2023)
- Las siamesas (2020)
- Las siamesas (2020)
- Los sonámbulos (2019)
- Un amor (2011)
- Doce clavos (2017)(cortometraje)
- Malasangre (2010)
- Lluvia (2008)
- Familia Lugones (2007)
- Herencia (2001)
- Eva (2003) (cortometraje de televisión)

Productora
- Las siamesas (2020)
- Los sonámbulos (2019)
- Doce clavos (2017)(cortometraje)
- Herencia (2001)
- Eva (2003) (cortometraje de televisión)
- Kilómetro 22 (1995) (cortometraje)
- Rojo (1992) (cortometraje)

### Asistente de dirección
- La vida según Muriel (1997)

### Casting
- Herencia (2002)
- Diario para un cuento (1997)
- Sol de otoño (1996)

## Televisión
- Vientos de agua (episodio VII, 2006)
- Mujeres en rojo: Eva (2003)